# Maximilian Deisenhofer

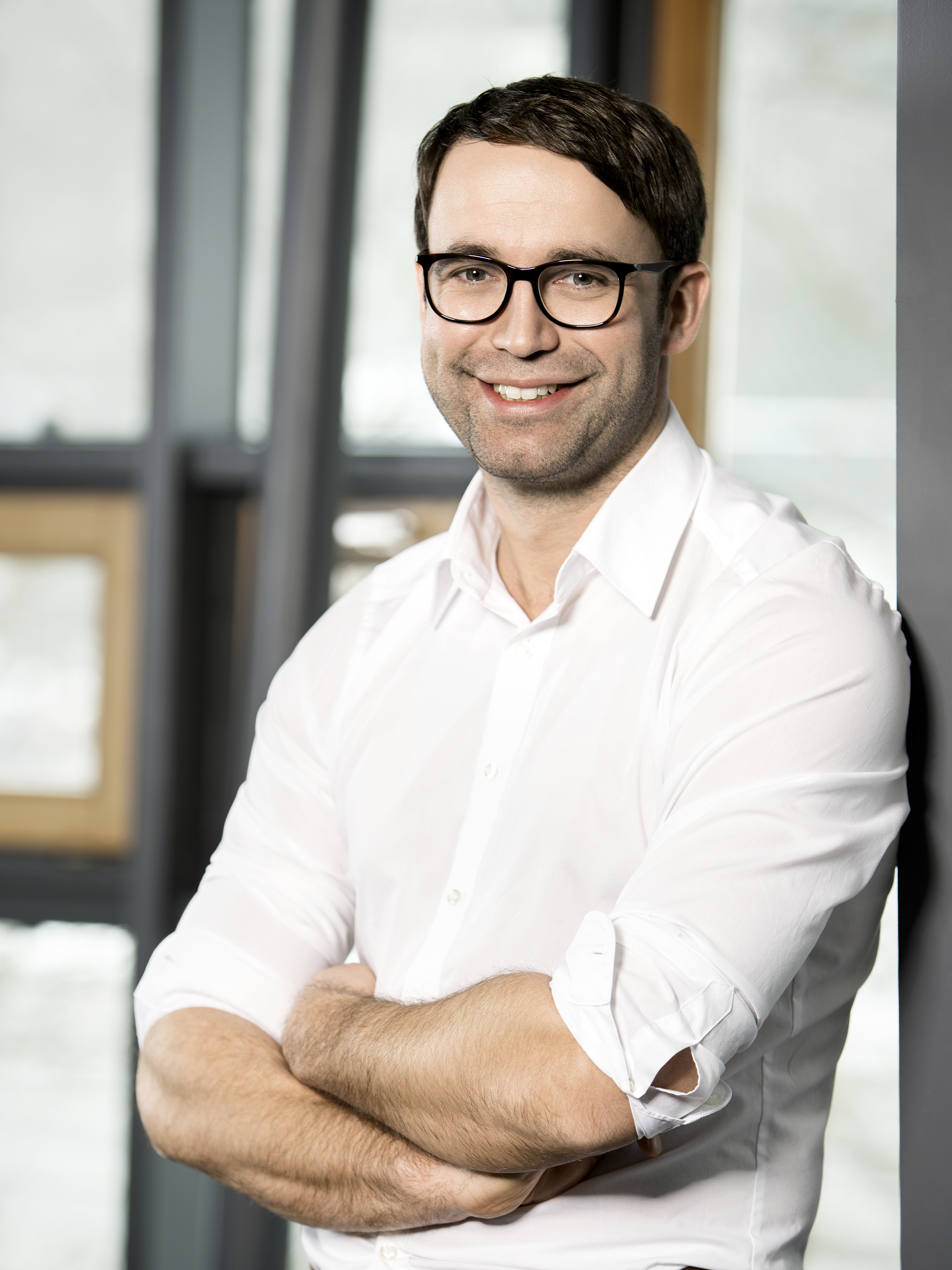
Maximilian Deisenhofer, 2018

Max Deisenhofer (* 13. März 1987 in Krumbach (Schwaben)) ist ein deutscher Politiker (Bündnis 90/Die Grünen). Er ist seit 5. November 2018 Abgeordneter des Bayerischen Landtags.

## Leben
Max Deisenhofer ist im Krumbacher Ortsteil Niederraunau aufgewachsen, 2006 absolvierte er am Simpert-Kraemer-Gymnasium sein Abitur. Danach studierte er an der Universität Augsburg Lehramt Gymnasium für die Fächer Englisch, Geschichte und Sozialkunde. Das Schuljahr 2009/2010 verbrachte er als „assistant teacher“ in Stockport. Nach dem Referendariat an den Gymnasien Donauwörth und Friedberg (Bayern) absolvierte Deisenhofer 2016 sein 2. Staatsexamen und arbeitete dann als Studienrat am Beruflichen Schulzentrum Günzburg.
Deisenhofer war über 20 Jahre als Handballspieler beim TSV Niederraunau aktiv, davon zehn Jahre im Herrenbereich als Spielführer seiner Mannschaft sowohl in der Landesliga als auch in der Bayernliga. Deisenhofer ist evangelisch, verheiratet und Vater eines Kindes.

## Politischer Werdegang
2005 schloss sich Max Deisenhofer aufgrund der Energiepolitik (das AKW Gundremmingen befindet sich in seinem Heimatlandkreis) und der Umweltpolitik der Partei Bündnis 90/Die Grünen an. Von 2011 bis 2019 war er Kreisvorsitzenden der Günzburger Grünen, von 2014 bis 2018 Bezirksvorsitzender der Grünen in Schwaben.
Im Landkreis Günzburg wurde Deisenhofer 2014 im Alter von 27 Jahren erstmals in den Kreistag gewählt. Bei der Landratswahl im Landkreis Günzburg am 15. März 2020 erreichte er mit 26,6 Prozent der Stimmen den zweiten Platz hinter Hans Reichhart (CSU, 55,6 Prozent).
Bei der Landtagswahl in Bayern am 14. Oktober 2018 erreichte Deisenhofer auf der Liste der Grünen im Wahlkreis Schwaben das drittbeste Gesamtstimmen-Ergebnis und wurde somit zum Abgeordneten des Bayerischen Landtags gewählt. Bei der Landtagswahl 2023 zog er als einer von vier Grünen-Abgeordneten aus Schwaben erneut in den Landtag ein. In der 19. Wahlperiode arbeitet Deisenhofer als sportpolitischer Sprecher seiner Fraktion im Ausschuss für Kommunale Fragen, Innere Sicherheit und Sport. Darüber hinaus ist er gewähltes Mitglied im Bayerischen Landessportbeirat sowie im Medienrat der Bayerischen Landeszentrale für neue Medien (BLM).